# Цадок
Цадок (івр. צדוק‎, Цадок) — біблійний персонаж, юдейський первосвященик.
За царя Саула, будучи ще священиком, зазнав гоніння за свою прихильність до Давида.
З царювання Давида став близьким до царя, якому діяльно допомагав у розподілі релігійних справ.
За царя Соломона став первосвящеником і рід його довго зберігав за собою цю гідність.